# Adrián Arana
Adrián Enrique Arana (Capital Federal, Buenos Aires, Argentina, 7 de junio de 1972) es un exfutbolista que se destacó como lateral en Tigre durante la década de 1990.

## Historia
Producto de las inferiores de Tigre, debutó en el primer equipo en 1992 enfrentando a El Porvenir. La regularidad del Beto lo llevaron a convertirse en uno de los jugadores más queridos por la gente, transformándose en un símbolo del equipo en los años 90. 
A pesar de su larga carrera, conquistó un solo gol. Se lo marcó a Temperley, el 9 de noviembre de 1997, como no podía ser de otra manera, en una lluviosa tarde de sábado. Fue triunfo por 3-1 del equipo de Victoria. Su último encuentro lo disputó en 2000, en un triunfo sobre Deportivo Español por 3-0.
Defendió la camiseta del Matador entre 1992 y 2000, disputando 206 partidos, en los que se destacó tanto marcando punta izquierda como derecha. Fue campeón del Clausura 1994 de Primera B. Además, logró dos ascensos al Nacional B: 1995 y 1998.

## Trayectoria
| Club  | País      | Período   | Partidos |
| ----- | --------- | --------- | -------- |
| Tigre | Argentina | 1992-2000 | 206      |

## Palmarés

### Campeonatos nacionales
| Torneo                | Club  | País      | Año  |
| --------------------- | ----- | --------- | ---- |
| Primera B (Clausura)  | Tigre | Argentina | 1994 |
| Ascenso al Nacional B | Tigre | Argentina | 1995 |
| Ascenso al Nacional B | Tigre | Argentina | 1998 |